# 오재은
오재연(1983년 5월 15일~)은 대한민국의 알파인 스키 선수로, 2006년 동계 올림픽에 참가했다.